# Ligum
Ligum (lat. Lygeum), monotipski biljni rod iz porodice trava čiji je jedini predstavnik L. spartum, korisna trajnica u području Sredozemlja. Autohtona je u Španjolskoj, nadalje na Balearima (Ibiza); Sardinija; Italija; Sicilija; Grčka (uključujući Ciklade); Kreta; Maroko; Zapadna Sahara; Alžir; Tunis; Libija; Egipat; Iran; Sinajski poluotok (C-Sinai, N-Sinai). Vrsta je uvezena i u Njemačku,  Pakistan i Indiju (Jammu i Kashmir)

## Sinonimi
- Linosparton Adans.; Fam. Pl. 2: 34, 571 (1763)
- Spartum P.Beauv.; Ess. Agrost. 178 (1812)
- Lygeum apiculatum Gand.; Oesterr. Bot. Zeitschr. 31: 45 (1881)
- Lygeum insulare Gand.; Oesterr. Bot. Zeitschr. 31: 45 (1881)
- Lygeum loscosii Gand.; Oesterr. Bot. Zeitschr. 31: 45 (1881)
- Lygeum murcicum Gand.; Oesterr. Bot. Zeitschr. 31: 45 (1881)
- Lygeum spartum f. longispathum Trab.; Batt. & Trab., Fl. Algérie, Monocot.: 138 (1895)
- Lygeum spathaceum Lam.; Encycl. 1: 96 (1783)
- Lygeum tenax Salisb.; Prodr. Stirp. Chap. Allerton: 26 (1796), nom. superfl.

## Galerija
- L. spartum
- L. spartum
- L. spartum
- L. spartum

## Vanjske poveznice
- Lygeum spartum - False Esparto Grass